# 轭齿象属
轭齿象属（学名：Zygolophodon）是长鼻目乳齿象科的一属象类化石。轭齿象因颊齿齿脊如牛轭状而得名（称为轭型齿）。